# Mass Sosseh
Der Mass Sosseh Football Club ist ein Fußballverein aus Banjul, der Hauptstadt des westafrikanischen Staates Gambia. Der Verein spielte in der höchsten Liga im gambischen Fußball. Der größte Erfolg des Vereins war der Gewinn 1995 des Pokalwettbewerbs (GFA-Cup) im Finalspiel gegen den Steve Biko Football Club. Im Finale 1999 gegen Wallidan Banjul unterlag Mass Sosseh.

## Geschichte
Von 1990 bis 1997 wurde der Verein von Alagie Sarr trainiert. Vor der Saison 1994/95 fusionierten der Bombada Football Club und der Joggifans Football Club zum Mass Sosseh Football Club.

## Erfolge
- 1995: Pokalsieger im GFA-Cup

## Trainer
- Alagie Sarr (1990–1997)

## Spieler
- Matthew Mendy (* 1983)

## Basketball
Neben der Abteilung für Fußball spielt Mass Sosseh heute erfolgreich mit einer Basketballmannschaft in der gambischen Basketballliga.